# Linhenykus
Linhenykus – rodzaj teropoda z grupy alwarezaurów (Alvarezsauroidea) żyjącego w późnej kredzie na terenach Azji. Został opisany w 2011 roku przez Xu Xinga i współpracowników w oparciu o niekompletny szkielet pozaczaszkowy (IVPP V17608) obejmujący kręgi szyjne, tułowiowe, krzyżowe i ogonowe, lewą kość łopatkowo-kruczą, niemal kompletny mostek, większość kończyn przednich, częściową miednicę, niemal kompletne kończyny tylne oraz kilka niezidentyfikowanych elementów. Skamieniałości te wydobyto z wapienia gruzełkowatego w Bayan Mandahu, w datowanych na kampan osadach formacji Wulansuhai, na północ od miasta Linhe w Mongolii Wewnętrznej.
Linhenykus osiągał niewielkie rozmiary – kość udowa holotypu, będącego w chwili śmierci prawdopodobnie osobnikiem młodocianym, bliskim osiągnięcia dorosłości, mierzy około 7 cm długości, na podstawie której Xu i współpracownicy oszacowali masę dinozaura na około 450 g. Z kolei Nesbitt i in. ocenili masę przedstawicieli pokrewnego rodzaju Albinykus – o kości udowej mierzącej około 6,5 cm – na 700–1000 g. Budowa szkieletu osiowego przypominała występującą u innych przedstawicieli kladu Parvicursorinae. Linhenykus jest jedynym znanym alwarezaurem mającym zrośnięte łopatkę i kość kruczą. Odkryto również kość przypromienną, wśród Alvarezsauroidea znaną wcześniej jedynie u Haplocheirus. U wielu alwarezaurów doszło do redukcji liczby palców w dłoni, jednak trend ten jest najwyraźniejszy u Linhenykus – ma on tylko jeden palec (który autorzy uznają za II, choć według innej teorii może być palcem I), pozostałe całkowicie zanikły, jedynie III kość śródręcza zachowała się jako niewielki element. Śródstopie jest dłuższe od kości udowej i wykazuje wyspecjalizowane arctometatarsus.
Według analizy filogenetycznej przeprowadzonej przez Xu i współpracowników Linhenykus jest najbardziej bazalnym znanym przedstawicielem kladu Parvicursorinae. Nazwa rodzajowa Linhenykus pochodzi od miasta Linhe, w pobliżu którego odnaleziono szczątki holotypu, oraz zmodyfikowanego greckiego słowa onyx („pazur”). Nazwa gatunkowa gatunku typowego, monodactylus („jednopalczasty”), odnosi się do występowania w dłoni tego dinozaura tylko jednego palca.